# Coppa Italia 2007-2008 (hockey su ghiaccio)
La Coppa Italia 2007-2008 di hockey su ghiaccio è stata la dodicesima edizione del trofeo.
Ancora una volta la formula fu cambiata: non più una serie di gironi da quattro squadre come nell'edizione precedente, ma un più tradizionale tabellone ad eliminazione diretta ed in gara unica.
Gli incontri vennero giocati sul campo della squadra peggio classificata nel campionato precedente, ed in caso di due squadre di due serie diverse, con le regole per i transfer card (numero di stranieri sul ghiaccio) della serie A2.
Furono iscritte alla competizione tutte le squadre di A e di A2. Si trattava dunque di 17 squadre, e per decidere le sedici del tabellone è stato necessario uno scontro di qualificazione (con gara di andata e ritorno) tra le squadre classificate al settimo ed ottavo posto nella stagione di A2 precedente, HC Egna e SV Caldaro.
Le squadre vincitrici degli ottavi accedettero ai quarti (20 novembre 2007); le quattro squadre vincitrici accedono alla Final Four (inizialmente prevista per il 29 febbraio - 1º marzo 2008, poi slittata di un giorno in avanti) e disputata al Palaghiaccio Tazzoli di Torino.

## Turno di qualificazione
```
Andata
 - 18 settembre 
2007

Egna - Caldaro 4-1
```

```
Ritorno
 - 30 settembre 
2007

Caldaro - Egna 2-6
```

## Tabellone principale
|  | Ottavi di finale   | Ottavi di finale   | Ottavi di finale |          |            | Quarti di finale | Quarti di finale | Quarti di finale |  |  | Semifinali | Semifinali | Semifinali |  |  | Finale | Finale | Finale |  |
|  |                    |                    |                  |          |            |                  |                  |                  |  |  |            |            |            |  |  |        |        |        |  |
|  | Asiago             | Asiago             | 6                |          |            |                  |                  |                  |  |  |            |            |            |  |  |        |        |        |  |
|  | Asiago             | Asiago             | 6                |          |            |                  |                  |                  |  |  |            |            |            |  |  |        |        |        |  |
|  | Fassa              | Fassa              | 3                |          |            |                  |                  |                  |  |  |            |            |            |  |  |        |        |        |  |
|  | Fassa              | Fassa              | 3                |          | Asiago     | Asiago           | 3                |                  |  |  |            |            |            |  |  |        |        |        |  |
|  |                    |                    |                  |          | Asiago     | Asiago           | 3                |                  |  |  |            |            |            |  |  |        |        |        |  |
|  |                    |                    | Cortina          | Cortina  | 4          |                  |                  |                  |  |  |            |            |            |  |  |        |        |        |  |
|  | Egna               | Egna               | Cortina          | Cortina  | 4          | 3                |                  |                  |  |  |            |            |            |  |  |        |        |        |  |
|  | Egna               | Egna               |                  |          |            |                  |                  |                  |  |  |            |            |            |  |  |        |        |        |  |
|  | Cortina            | Cortina            | 4                |          |            |                  |                  |                  |  |  |            |            |            |  |  |        |        |        |  |
|  | Cortina            | Cortina            | 4                |          | Cortina    | Cortina          | 4                |                  |  |  |            |            |            |  |  |        |        |        |  |
|  |                    |                    |                  |          |            |                  |                  |                  |  |  |            |            |            |  |  |        |        |        |  |
|  |                    |                    | Alleghe          | Alleghe  | 7          |                  |                  |                  |  |  |            |            |            |  |  |        |        |        |  |
|  | Vipiteno           | Vipiteno           | Alleghe          | Alleghe  | 7          | 2                |                  |                  |  |  |            |            |            |  |  |        |        |        |  |
|  | Vipiteno           | Vipiteno           |                  |          |            |                  |                  |                  |  |  |            |            |            |  |  |        |        |        |  |
|  | Bolzano            | Bolzano            | 5                |          |            |                  |                  |                  |  |  |            |            |            |  |  |        |        |        |  |
|  | Bolzano            | Bolzano            | 5                |          | Bolzano    | Bolzano          | 1                |                  |  |  |            |            |            |  |  |        |        |        |  |
|  |                    |                    |                  |          | Bolzano    | Bolzano          | 1                |                  |  |  |            |            |            |  |  |        |        |        |  |
|  |                    |                    | Alleghe          | Alleghe  | 4          |                  |                  |                  |  |  |            |            |            |  |  |        |        |        |  |
|  | Appiano            | Appiano            | Alleghe          | Alleghe  | 4          | 1                |                  |                  |  |  |            |            |            |  |  |        |        |        |  |
|  | Appiano            | Appiano            |                  |          |            |                  |                  |                  |  |  |            |            |            |  |  |        |        |        |  |
|  | Alleghe            | Alleghe            | 8                |          |            |                  |                  |                  |  |  |            |            |            |  |  |        |        |        |  |
|  | Alleghe            | Alleghe            | 8                |          | Alleghe    | Alleghe          | 1                |                  |  |  |            |            |            |  |  |        |        |        |  |
|  |                    |                    |                  |          |            |                  |                  |                  |  |  |            |            |            |  |  |        |        |        |  |
|  |                    |                    | Pontebba         | Pontebba | 4          |                  |                  |                  |  |  |            |            |            |  |  |        |        |        |  |
|  | Pontebba           | Pontebba           | Pontebba         | Pontebba | 4          | 12               |                  |                  |  |  |            |            |            |  |  |        |        |        |  |
|  | Pontebba           | Pontebba           |                  |          |            |                  |                  |                  |  |  |            |            |            |  |  |        |        |        |  |
|  | Merano             | Merano             | 1                |          |            |                  |                  |                  |  |  |            |            |            |  |  |        |        |        |  |
|  | Merano             | Merano             | 1                |          | Pontebba   | Pontebba         | 5                |                  |  |  |            |            |            |  |  |        |        |        |  |
|  |                    |                    |                  |          | Pontebba   | Pontebba         | 5                |                  |  |  |            |            |            |  |  |        |        |        |  |
|  |                    |                    | Milano           | Milano   | 3          |                  |                  |                  |  |  |            |            |            |  |  |        |        |        |  |
|  | All Stars Piemonte | All Stars Piemonte | Milano           | Milano   | 3          | 1                |                  |                  |  |  |            |            |            |  |  |        |        |        |  |
|  | All Stars Piemonte | All Stars Piemonte |                  |          |            |                  |                  |                  |  |  |            |            |            |  |  |        |        |        |  |
|  | Milano             | Milano             | 6                |          |            |                  |                  |                  |  |  |            |            |            |  |  |        |        |        |  |
|  | Milano             | Milano             | 6                |          | Pontebba   | Pontebba         | 3                |                  |  |  |            |            |            |  |  |        |        |        |  |
|  |                    |                    |                  |          |            |                  |                  |                  |  |  |            |            |            |  |  |        |        |        |  |
|  |                    |                    | Renon            | Renon    | 2          |                  |                  |                  |  |  |            |            |            |  |  |        |        |        |  |
|  | Valpellice         | Valpellice         | Renon            | Renon    | 2          | 4                |                  |                  |  |  |            |            |            |  |  |        |        |        |  |
|  | Valpellice         | Valpellice         |                  |          |            |                  |                  |                  |  |  |            |            |            |  |  |        |        |        |  |
|  | Val Pusteria       | Val Pusteria       | 3                |          |            |                  |                  |                  |  |  |            |            |            |  |  |        |        |        |  |
|  | Val Pusteria       | Val Pusteria       | 3                |          | Valpellice | Valpellice       | 1                |                  |  |  |            |            |            |  |  |        |        |        |  |
|  |                    |                    |                  |          | Valpellice | Valpellice       | 1                |                  |  |  |            |            |            |  |  |        |        |        |  |
|  |                    |                    | Renon            | Renon    | 3          |                  |                  |                  |  |  |            |            |            |  |  |        |        |        |  |
|  | Gherdëina          | Gherdëina          | Renon            | Renon    | 3          | 0                |                  |                  |  |  |            |            |            |  |  |        |        |        |  |
|  | Gherdëina          | Gherdëina          |                  |          |            |                  |                  |                  |  |  |            |            |            |  |  |        |        |        |  |
|  | Renon              | Renon              | 8                |          |            |                  |                  |                  |  |  |            |            |            |  |  |        |        |        |  |

Tutte le gare degli ottavi e dei quarti si sono giocate in casa della squadra peggio classificata in campionato nella stagione precedente. La Final Four (semifinali e finale) si è disputata a Torino

### Ottavi di finale
```
16 ottobre 
2007

Egna - Cortina               3-4
Asiago - Fassa               6-3
Vipiteno - Bolzano           2-5
Appiano - Alleghe            1-8
Gherdëina - Renon            0-8
Valpellice - Valpusteria     4-3 d.r.
Pontebba - Merano           12-1
[
3
]

All Stars Piemonte - Milano  1-6
```

Unica sorpresa degli ottavi è la vittoria del Valpellice (che già nella coppa Italia precedente aveva raggiunto la final four chiudendo al quarto posto) sul Val Pusteria. Tutte eliminate le altre squadre di Serie A2.

### Quarti di finale
```
20 novembre 
2007

Asiago - Cortina   3-4
Bolzano - Alleghe  1-4
Valpellice - Renon 1-3
Pontebba - Milano  5-3
```

Eliminati i campioni in carica del Bolzano, ed eliminata l'ultima compagine di A2, il Valpellice. Delle quattro squadre qualificate, solo il Cortina si è aggiudicato in passato la competizione (nelle due edizioni disputate negli anni settanta).

### Final Four
Si è giocata tra il 1º e il 2 marzo 2008 a Torino.

#### Semifinali
```
1º marzo 
2008

Cortina - Alleghe 4-7
Renon - Pontebba  2-3
```

Giungono in finale due squadre che non si sono mai aggiudicate il titolo prima d'ora. Eliminato il Renon, dato per favorito poiché dominatore della Regular Season, e matematicamente primo in classifica nel Master round ad una giornata dal termine.

#### Finale
```
2 marzo 
2008

Alleghe - Pontebba 1-4
```

 Lo Sport Ghiaccio Pontebba si aggiudica la sua prima Coppa Italia, che è anche il primo trofeo della sua storia.